# モーリス・オブ・バッテンバーグ
モーリス・オブ・バッテンバーグ（Maurice of Battenberg, 1891年10月3日 - 1914年10月27日）は、ドイツのヘッセン大公家の傍系貴族バッテンベルク家の侯子で、イギリスの軍人。ヴィクトリア女王の孫であり、41人の孫の中で最後に誕生した。

## 生涯

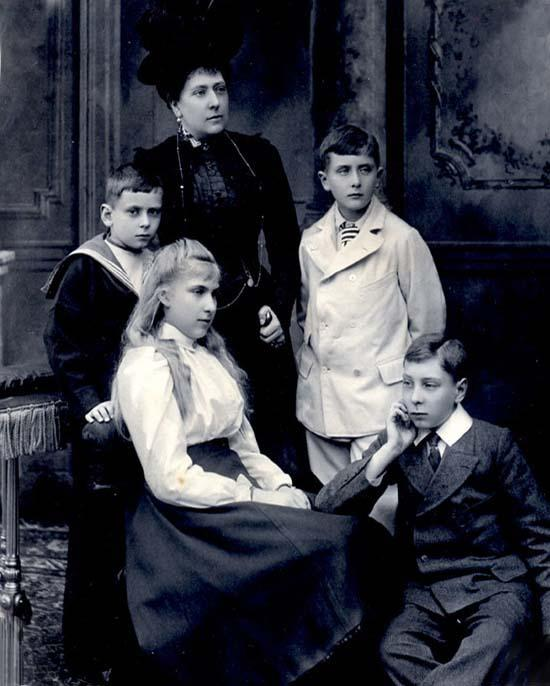
イギリス王女ベアトリスとその子ども達。左端がモーリス（1900年撮影）。

バッテンベルク侯子ハインリヒ・モーリッツ（ヘンリー）と、その妻でヴィクトリア女王の末娘であるベアトリス王女の間の末息子（第4子、三男）として、スコットランド、アバディーンシャイアのバルモラル城で生まれた。父ヘンリーはヘッセン＝ダルムシュタット大公子アレクサンダーとユリア・ハウケ女伯爵との貴賤結婚で生まれた息子で、イギリス陸軍の士官となっていた。姉のヴィクトリア・ユージェニーはスペイン王アルフォンソ13世の王妃となった。
洗礼名のうち、モーリスは曽祖父ヤン・マウリツィ・ハウケ伯爵に、ヴィクターは祖母のイギリス女王に因む。最後のドナルドはゲール語由来の名前であり、スコットランドで誕生したイギリス王室の成員には必ずスコットランドの名前を付けるという付ける慣わしに従って追加された。バッテンベルク家の成員としてバッテンベルク侯子（Prinz von Battenberg）の称号と「諸侯家の殿下（Durchlaucht／His Serene Highness）」の敬称を有したが、1886年に出されたヴィクトリア女王の勅許状により、モーリスとその兄姉はイギリス領内に限ってより上位の「（傍系の）王家の殿下」（Hoheit／His Highness）の敬称を許されていた。
4人兄弟の中では唯一父親似だったが、父親とはわずか4歳で死別した。末息子で父親似の外見をもつモーリスは、母ベアトリス王女のお気に入りの息子だった。ハートフォードシャーのロッカーズ・パーク校（Lockers Park Prep School）を経て、ウェリントン・カレッジ（Wellington College）で学んだ。

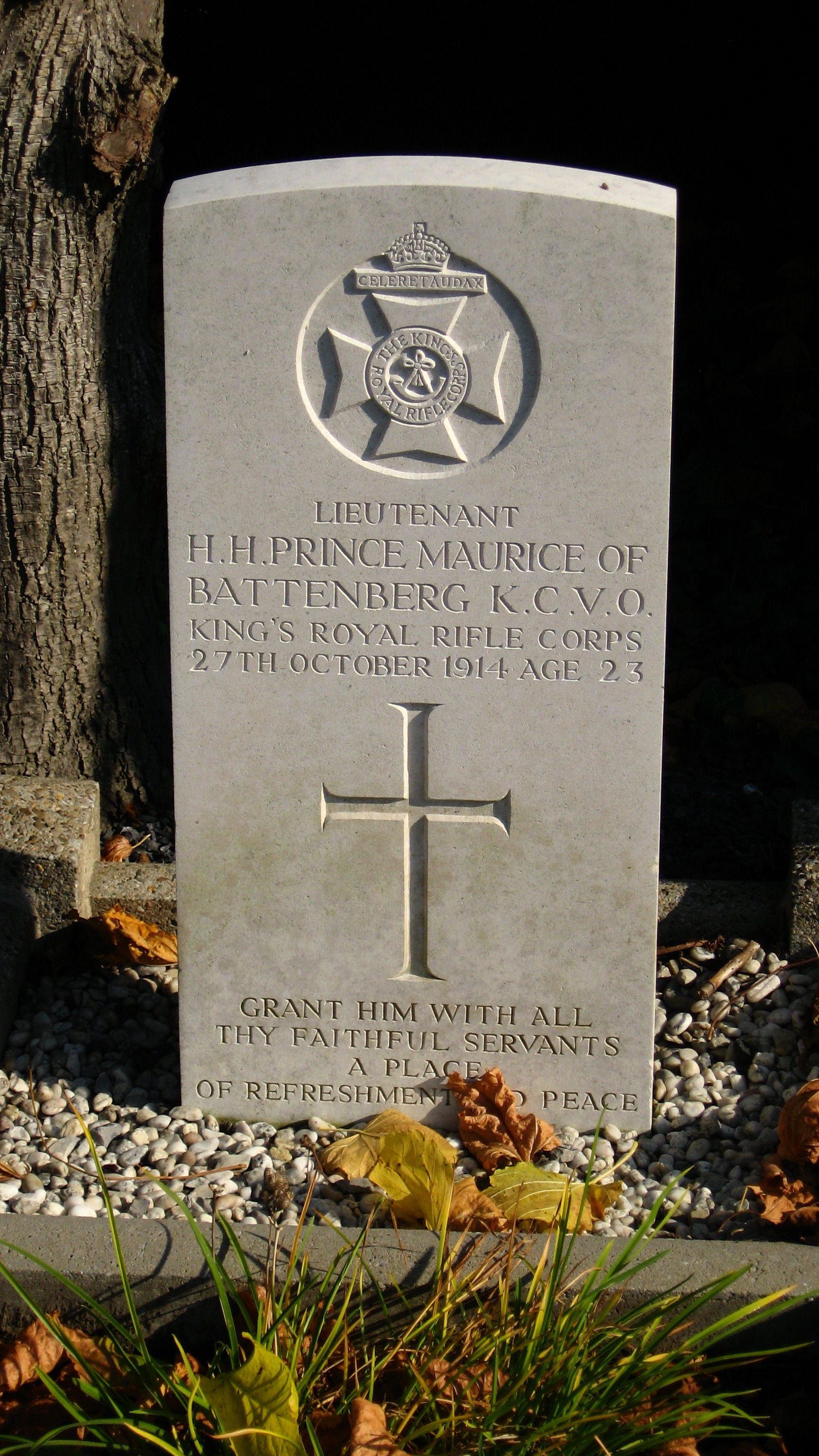
イープルのイギリス軍墓地にあるモーリスの墓

1914年に第1次世界大戦が勃発すると、イギリス陸軍のライフル兵部隊（国王王立ライフル軍団）所属の中尉として従軍した。同年10月の第1次イープルの戦い（First Battle of Ypres）で戦死し、イープルのイギリス軍墓地（Ypres Town Commonwealth War Graves Commission Cemetery and Extension）に葬られた。23歳だった。